# Gelsenkirchen
Gelsenkirchen város Németországban,  Észak-Rajna-Vesztfália szövetségi tartományban.

## Elhelyezkedése
Észak-Rajna-Vesztfália tartományban, a Ruhr-vidéken található. Legközelebbi nagyvárosok Düsseldorf, Dortmund, Wuppertal és Köln.

## Közlekedés

### Közúti közlekedés
A várost érinti az A2-es, A42-es és A52-es autópálya.